# 萩原叶子
萩原叶子（1920年9月4日—2005年7月1日），日本小说家、随笔作家。

## 生平
出生于日本东京。早年家境坎坷，20世纪50年代中后期开始发表作品并逐渐为人所知。她的著述甚丰，曾多次凭借表现性与抒情性的文笔获奖。2005年去世。